# Надпись из Кедукан Букит

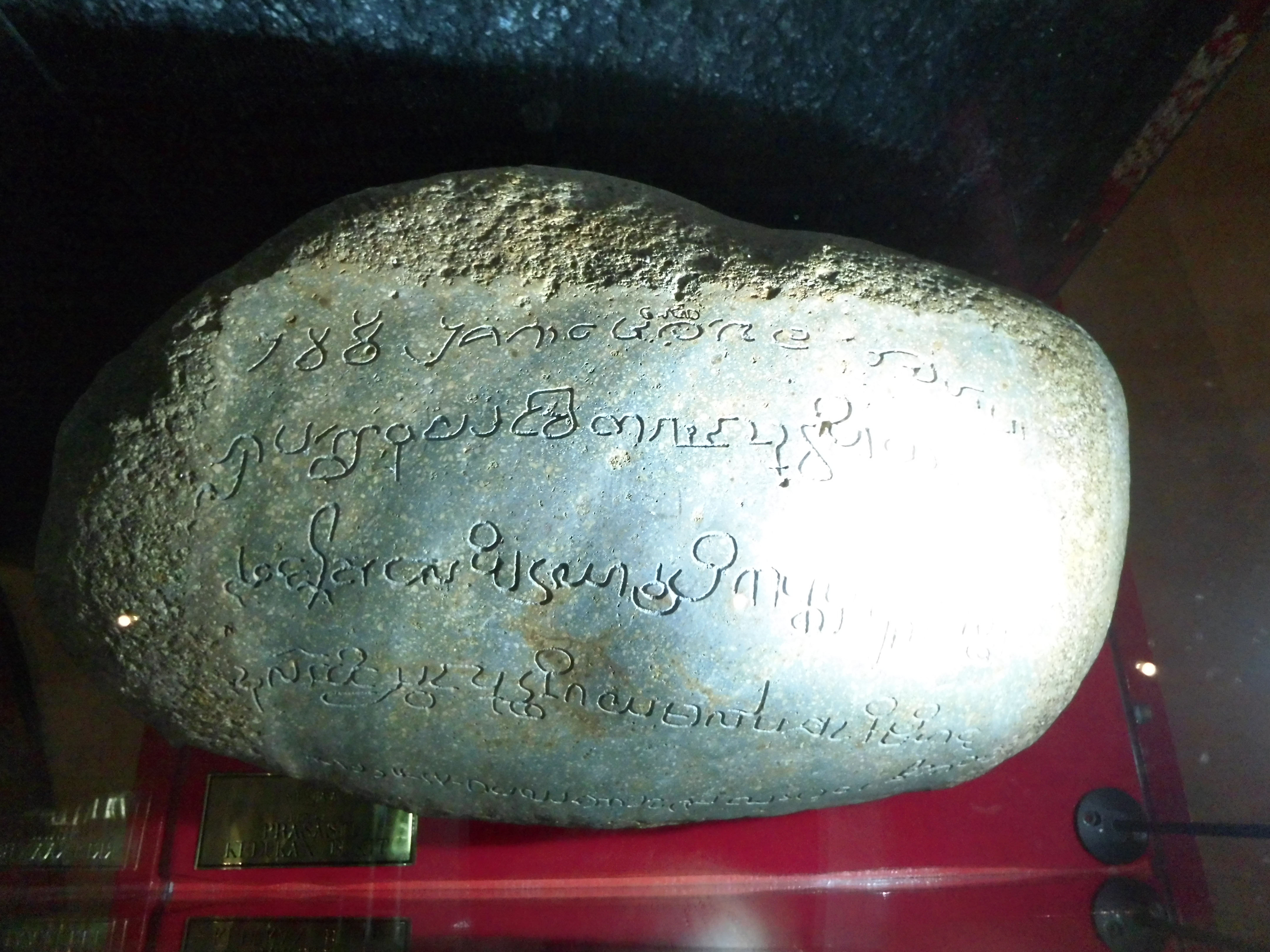
Надпись Кедукан Букит в Национальном музее Индонезии

Надпись из Кедукан Букит — надпись, обнаруженная голландцем М. Батенбургом 29 ноября 1920 года в Кедукан Букит, Южная Суматра, Индонезия, на берегу реки Татанг, притока реки Муси. Это самый старый из сохранившихся образцов малайского языка в форме, известной как старомалайский. Надпись сделана на небольшом камне размером 45 см × 80 см и датирована 1 мая 683 г. Сделана шрифтом Паллавы. Соодержит множество санскритских слов. Хранится в Национальном музее Индонезии в Джакарте (инвентарный номер D.161).

## Содержание

### Транслитерация
| Строка | Транслитерация                                   |
| ------ | ------------------------------------------------ |
| 1      | svasti śrī śaka varṣātīta 605 ekādaśī śukla-     |
| 2      | pakṣa vulan vaiśākha ḍapunta hiyaṃ nāyik di      |
| 3      | sāmvau maṅalap siddhayātra di saptamī śuklapakṣa |
| 4      | vulan jyeṣṭha ḍapunta hiyaṃ marlapas dari mināṅa |
| 5      | tāmvan mamāva yaṃ vala dua lakṣa daṅan kośa      |
| 6      | dua ratus cāra di sāmvau daṅan jālan sarivu      |
| 7      | tlu ratus sapulu dua vañakña dātaṃ di mukha upaṃ |
| 8      | sukhacitta di pañcamī śuklapakṣa vulan āsāḍha    |
| 9      | laghu mudita dātaṃ marvuat vanua ...             |
| 10     | śrīvijaya jaya siddhayātra subhikṣa nityakāla    |

### Современныймалайскийперевод
Svasti! Pada 11 hari bulan separuh Vaiśākha tahun 605 Śaka, Dapunta Hiyang menaiki sampan untuk mendapatkan siddhayātra. Pada hari ke tujuh iaitu 15 hari bulan separuh Jyeṣṭha, Dapunta Hiyang berlepas dari Mināṅa membawa 20000 orang bala tentera dengan bekal-bekalan sebanyak 200 peti di sampan diiringi 1312 orang yang berjalan kaki banyaknya datang ke hulu Upang dengan sukacitanya. Pada 15 hari bulan separuh āsāḍha dengan mudah dan gembiranya datang membuat benua ... Śrīvijaya jaya siddhayātra subhikṣa nityakāla!

### Английский перевод
Om swasti astu! All hail and prosperity. In the year 605 of the Saka calendar, on the eleventh day at half-moon of Waisaka, Sri Baginda took dugouts in order to obtain  siddhayatra.  On Day 7, on the 15th day at half-moon of Jyestha, Sri Baginda extricated himself from minānga tāmvan. He took 20,000 troops with him ... as many as 200 in dugouts, with 1,312 foot soldiers.  They arrived at ... Truly merry on the fifteenth day of the half-moon..., agile, happy, and they made a trip to the country ... Great Sriwijaya! Prosperity and riches ...

### Русский перевод
Ом свасти асту! Всем приветствия и благополучия. В 605 году эры Сака, на одиннадцатый день полумесяца Вайсаки, наш Божественный владыка взошёл на корабль, чтобы совершить/получить сиддхаятру. На седьмой день, 15-й день полумесяца Джьештхи, Шри Багинда выбрался из минанга-тамвана. Он взял с собой 20 000 солдат ... 200 кораблей и 1312 пехотинцев. Они прибыли в ... Поистине веселые на пятнадцатый день полумесяца ..., энергичные, счастливые, и они отправились в деревню ... Великий Шривиджая! Процветание и богатство...
Слово «сиддхайятра» трактуется неоднозначно. Согласно Сёдесу, сиддхайатра относится к некоему «волшебному зелью». Однако возможен альтернативный перевод: словарь древнеяванского языка Зутмульдера переводит его как «успешное путешествие». Если это так, то предложение можно интерпретировать следующим образом: «Шри Багинда сел в лодку, чтобы распространять буддизм».
Значение слова «минанга-тамван» неясно.